# Chondrocladia lyra
Chondrocladia lyra, también conocida como la esponja arpa, es una especie de esponja carnívora de aguas profundas descubierta por primera vez cerca de la costa de California por científicos del Monterey Bay Aquarium Research Institute (MBARI). La especie vive a profundidades de entre 10 800 y 11 500 pies (3300-3500 m). Dos ejemplares han sido recogidos y diez más fueron filmados. Los primeros ejemplares vistos tenían dos aspas, pero especímenes con hasta seis se han visto.